# 全国保証
全国保証株式会社（ぜんこくほしょう）は、東京都千代田区大手町に本社を置く保証会社である。
独立系の信用保証会社の最大手であり、銀行や信用金庫、信用組合など様々な金融機関との提携による民間住宅ローン向け保証業務を柱とし、沖縄県を除く全国に展開している。

## 沿革
- 1981年
  - 2月 - 「全国保証株式会社」設立。
  - 4月 - 厚生年金転貸住宅融資の保証業務開始。
- 1986年3月 - 大阪事務所（現：大阪支店）開設。
- 1987年4月 - 横浜事務所（現：横浜支店）開設。
- 1994年12月 - 住宅供給公社の保証業務開始。
- 1995年8月 - 札幌事務所（現：札幌支店）開設。
- 1997年7月 - 民間金融機関の住宅ローン保証業務開始。
- 1998年5月 - 保証債務残高1兆円達成。
- 1999年10月 - 福岡営業所（現:福岡支店）開設。
- 2001年1月 - 民間金融機関の教育ローン保証業務開始。
- 2002年
  - 4月 - 「住まいる いちばん」の取扱い開始。名古屋支店、仙台支店開設。
  - 5月 - 新潟営業所を開設。
- 2003年
  - 1月 - 広島支店を開設。
  - 3月 - 保証債務残高2兆円達成。
  - 4月 - 金沢営業所（現：金沢支店）開設。
- 2004年9月 - 保証債務残高3兆円達成。
- 2005年
  - 1月 - 民間金融機関のアパートローン保証業務開始。
  - 5月 - 宮崎営業所開設。
  - 7月 - 「住まいる いちばん プラス」の取扱い開始。
- 2007年
  - 3月 - 保証債務残高5兆円達成。
  - 4月 - 本店営業部と本社審査部の一部業務を統合し、本店を開設。
- 2010年4月 - 株式会社 全国ビジネスパートナー設立。
- 2012年12月 - 東京証券取引所市場第一部上場。
- 2014年
  - 4月 - 民間金融機関のカードローン保証業務開始。
  - 9月 - 「住まいる いちばんネクストV」の取扱い開始。
- 2015年4月 - 高松営業所開設。
- 2016年3月 - 保証債務残高10兆円達成。
- 2018年12月 - 株式会社YUTORI債権回収（現:あけぼの債権回収株式会社）の株式を取得し子会社化。
- 2020年2月 - 東和信用保証株式会社（現：みのり信用保証株式会社）の株式を取得し子会社化。
- 2021年
  - 3月 - 筑波銀行から筑波信用保証株式会社の株式を取得し子会社化[2]。
  - 9月 - 保証債務残高15兆円達成。
- 2022年
  - 4月 - 東京証券取引所の市場区分の見直しにより市場第一部からプライム市場へ移行
  - 6月 - 四国総合信用株式会社との資本業務提携契約を締結。
- 2023年4月 - 東日本銀行から東日本保証サービス株式会社の株式を取得し子会社化[3]。

## グループ会社
- あけぼの債権回収株式会社（債権管理回収業）
- 株式会社全国ビジネスパートナー（事務受託事業）
- 筑波信用保証株式会社（信用保証業）
- みのり信用保証株式会社（信用保証業）